# 旗杆芥
旗杆芥（学名：Turritis glabra）为十字花科旗杆芥属下的一个种。